# 因內特基爾興

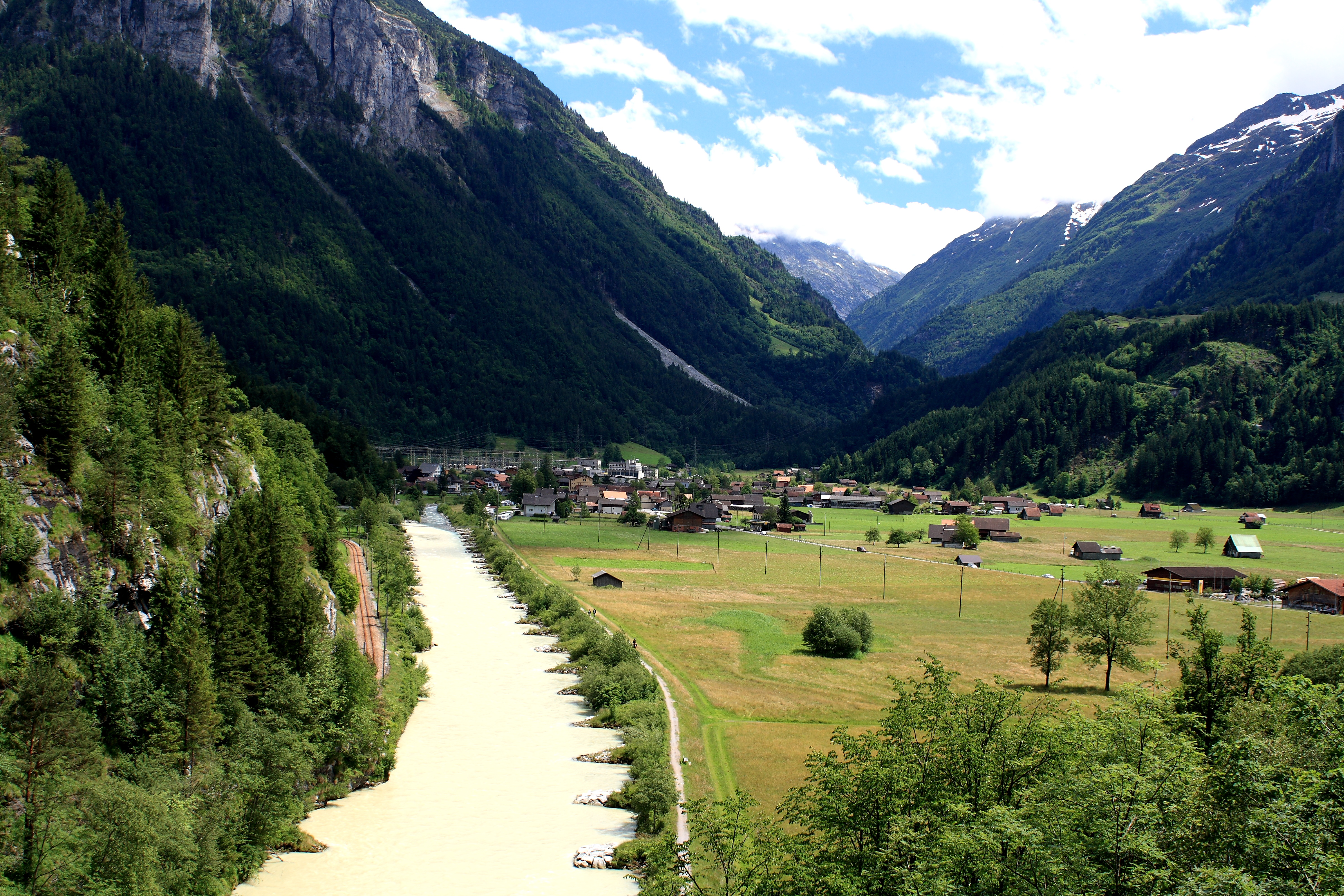

因內特基爾興是瑞士的城鎮，位於該國中西部，由伯恩州負責管轄，面積120.05平方公里，二成土地是森林，海拔高度625米，2011年人口837，人口密度每平方公里7人。

## 外部連結
- （德文） https://web.archive.org/web/20160303193546/http://www.innertkirchen.ch/ - official site